# 谷口茂
谷口 茂（たにぐち しげる、1933年2月1日 - ）は、日本のドイツ文学者、宗教学者、小説家。
明治学院大学名誉教授。

## 来歴
鹿児島県大崎町生まれ。鹿児島県立志布志高等学校を経て、1959年東京大学文学部ドイツ文学科卒業。1964年同大学院宗教学科博士課程満期退学。大学院ではマルティン・ルターの宗教改革について研究した。 
明治学院大学一般教育部講師、助教授を経て教授となる。2001年に定年退任し、名誉教授。 
大学在学中から文学サークルで活動し、1959年には季刊誌「雙面神」の同人となって長編「彼岸花」の連載や椎名麟三論の発表をおこなっていた。1961年「めじろ塚」で芥川賞候補となり、1968年に作品集『若き医師の告白』を刊行。

## 著書
- 『若き医師の告白』新潮社 1968 - 小説作品、他に「記念樹を伐れ」
- 『フランツ・カフカの生涯』潮出版社 1973
- 『宗教の人間学』東京大学出版会 UP選書 1980
- 『フランツ・カフカ論 ユーデントゥームとの関係を中心に』明星大学出版部 1983
- 『外来思想と日本人 大伴旅人と山上憶良』玉川大学出版部 1995

### 編著
- 『宗教における罪悪の諸問題』編 山本書店 宗教史学論叢 1991
- 『内なる声の軌跡 劇作家ヘッベルの青春と成熟』編著 冨山房 1992

### 翻訳
- コンラート・ローレンツ『鏡の背面 人間的認識の自然誌的考察』思索社 1974
- ハインリヒ・ボルンカム『ドイツ精神史とルター』聖文舎 1978
- エーリヒ・ロータッカー『人間学のすすめ』思索社 1978
- 『カフカ全集7　日記』マックス・ブロート編、新潮社、1981、復刊1992

新版『カフカの日記 1910-1923』みすず書房（頭木弘樹解説）、2024 ISBN 4622096935
- ローレンツ『人間性の解体』思索社 1985
- ヘルムート・プレスナー『人間の条件を求めて 哲学的人間学論考』思索社 1985
- コンラート・ローレンツ『自然界と人間の運命』思索社 1990
- ミヒャエル・ラントマン『哲学的人間学』思索社 1991
- 『光・形態・色彩』平凡社 エラノス叢書 1991

アドルフ・ポルトマン、ミルチャ・エリアーデ、ジャン・ブラン、ドミニク・ザーアン
久米博・長谷正當・嶋田義仁共訳